# 手まり

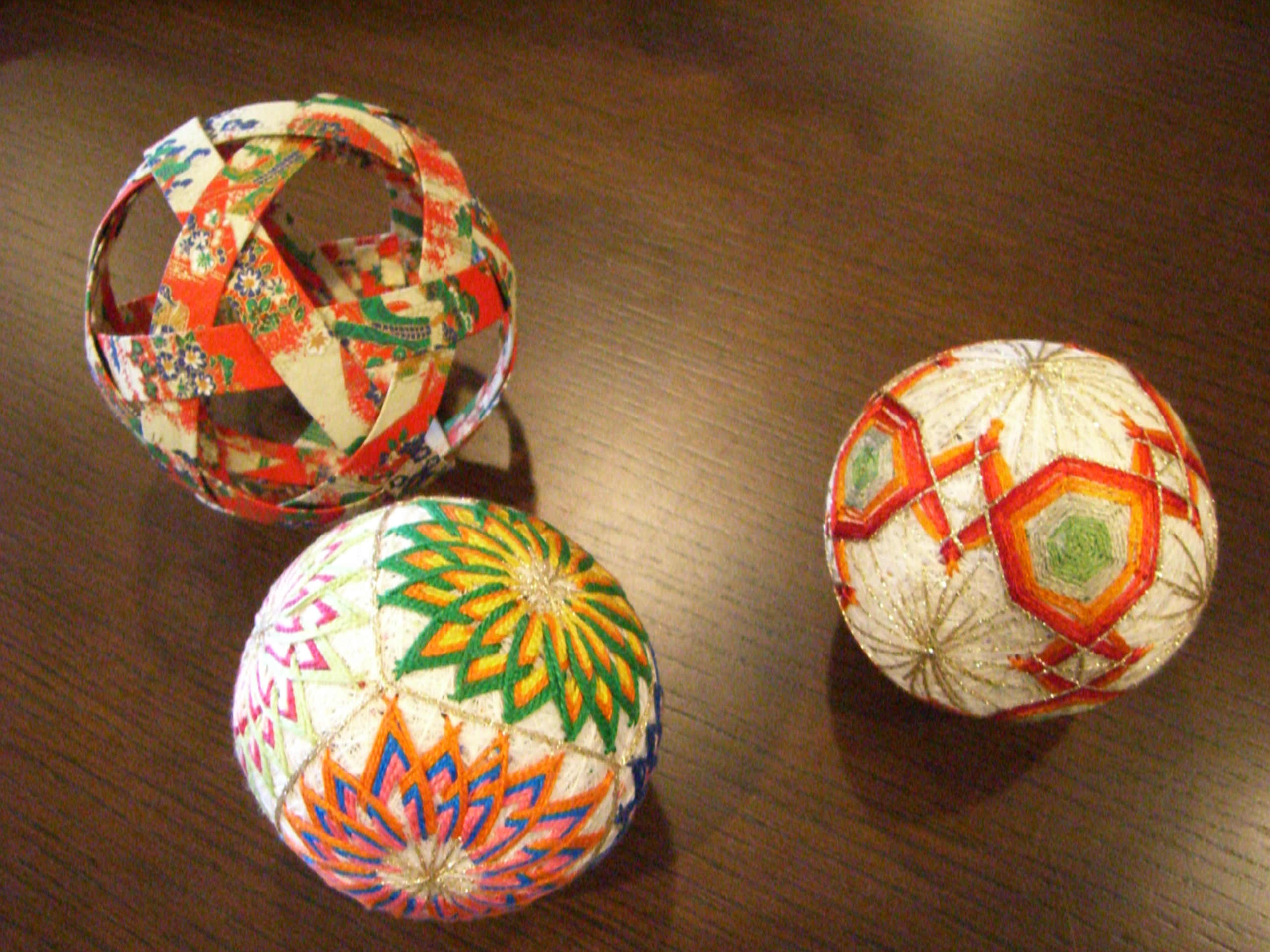
手鞠

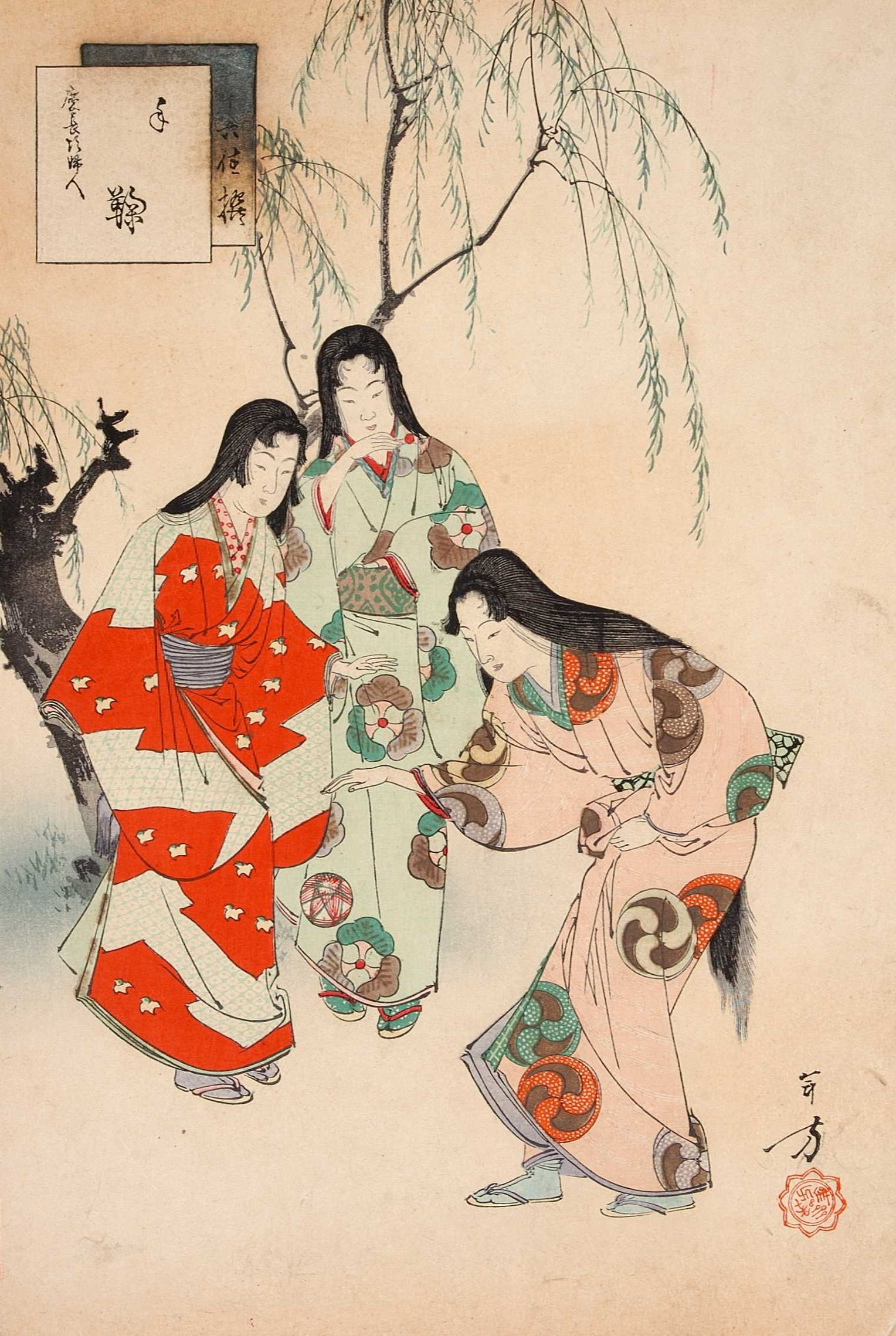
手まり遊び（明治時代）

手まり（てまり・手毬・手鞠）は、日本に古くからある遊具・玩具（おもちゃ）の一つである。「新年」の季語。当初は、芯に糸を巻いただけの物であったが、16世紀末頃より、芯にぜんまい綿などを巻き弾性の高い球体を作り、それを美しい糸で幾何学模様に巻いて作られるようになった。ソフトボールよりやや大きく、ハンドボールよりやや小振りのものが多い。
婦人や女児が屋内外で、下について遊んだ。室内ではひざまずいてつくこともある。江戸時代中期以後とりわけ流行し、特に正月の日の遊びとして好まれた。
明治時代中期頃からゴムが安価になり、よく弾むゴムまりがおもちゃとして普及して、手でつく（地面にバウンドさせる）か、あるいは、空中に打ち上げて遊ぶ。女児のおもちゃで、江戸から明治期には正月の遊びとされたが、現在では通年の遊びとなっている。

## 蹴鞠と手まり
日本には、「まり」と呼ばれるものが2つある。ひとつは蹴鞠で、これは2枚の鹿の皮を縫い合わせて作り、主に男子の貴族が楽しむスポーツまたは神事として行われた。もう一つが手まりで、女児の遊びであるが、江戸時代には男児も一緒に楽しむことがあった。歌人としても知られる越後の禅僧・良寛は子供たちとよく手まりで遊んだ。

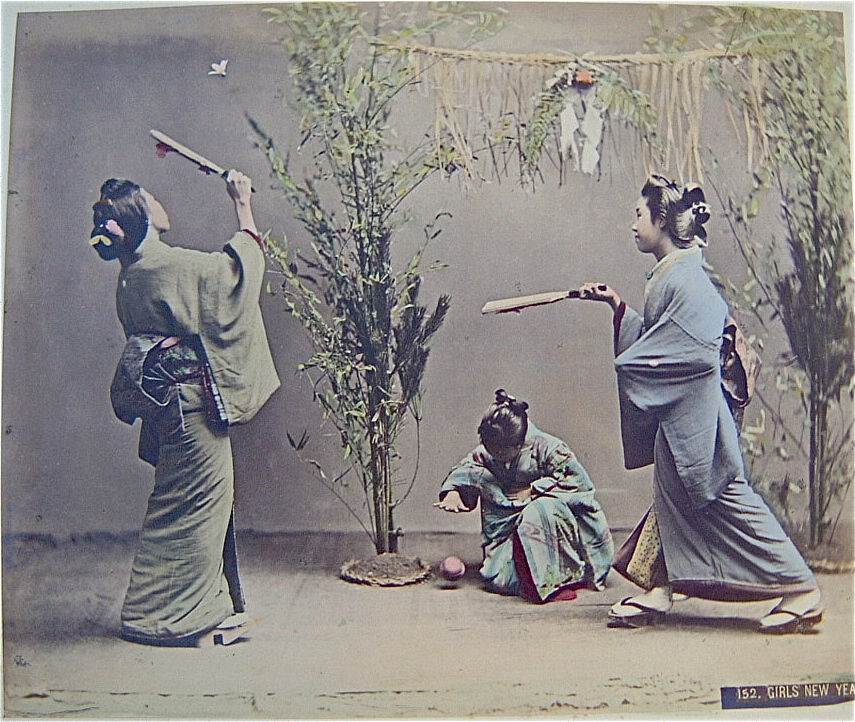
手鞠（中央）、左右は羽根突き
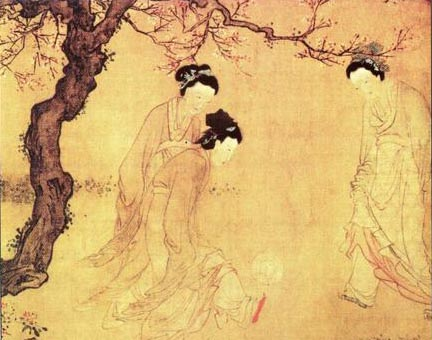
蹴鞠

## ゴムまり
ゴムまりとは、弾力の強いゴムで作った中空のボールである。20世紀に入ってから急速に普及した。1909年に発表された夏目漱石の小説『それから』に護謨毬（ごむまり）という語句が見える。
それまでの、木綿を芯にした手まりは、よく弾ませるにはよほどの力が必要で、幼い子はしゃがんで1尺か1尺3寸くらいの高さでついていたが、護謨毬なら3尺くらいからでも楽につけ、楽しさも数倍になった。この頃から戦後まで、まりつきは最も人気のある女児の遊びだった。多くの手まり歌が作られたのも、明治後期である。

## おもちゃから工芸品へ

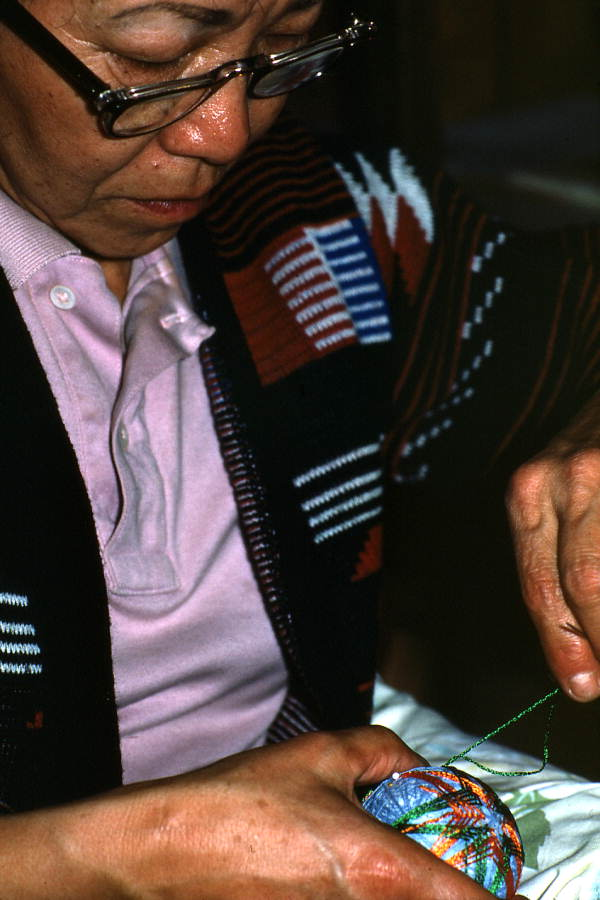
手まりの製造

近年では、おもちゃとして遊ばれる事は少なくなっており、伝統工芸品の手まりが装飾品として喜ばれている。

## 伝統的手まりの生産地
伝統に沿った手まりの産地は北海道以外の日本各地に知られていて、南部姫鞠（青森県八戸市）、本荘ごてんまり（秋田県由利本荘市）、御殿まり（山形県鶴岡市）、栃尾手まり（新潟県長岡市栃尾）、野州てんまり（栃木県宇都宮市）、須坂の手まり（長野県須坂市）、松本てまり（同松本市）、加賀てまり（石川県金沢市）、小松の口かがり糸まり（静岡県浜松市）、紀州てまり（和歌山県和歌山市・田辺市など）、松山姫てまり（愛媛県松山市）、博多てまり（福岡県福岡市）、肥後てまり（熊本県熊本市）、琉球手まりなどがある。

### 琉球手まり
沖縄県には、ウチナーグチで「マーイ」と呼ばれる琉球手まりが伝わっている。紅型や琉球舞踊を模すなどした独特の文様で飾る。女児が13歳になると祖母や母親が手作りのまりを贈る「十三マーイ」という風習があった。

## 参照項目
- 手鞠歌